# Tondela
Tondela (tõ'dɛlɐ) è un comune portoghese di 31 152 abitanti situato nel distretto di Viseu.

## Società

### Evoluzione demografica
| Popolazione di Tondela (1801 – 2004) | Popolazione di Tondela (1801 – 2004) | Popolazione di Tondela (1801 – 2004) | Popolazione di Tondela (1801 – 2004) | Popolazione di Tondela (1801 – 2004) | Popolazione di Tondela (1801 – 2004) | Popolazione di Tondela (1801 – 2004) | Popolazione di Tondela (1801 – 2004) | Popolazione di Tondela (1801 – 2004) |
| ------------------------------------ | ------------------------------------ | ------------------------------------ | ------------------------------------ | ------------------------------------ | ------------------------------------ | ------------------------------------ | ------------------------------------ | ------------------------------------ |
| 1801                                 | 1849                                 | 1900                                 | 1930                                 | 1960                                 | 1981                                 | 1991                                 | 2001                                 | 2004                                 |
| 3417                                 | 17880                                | 30622                                | 34632                                | 38917                                | 35906                                | 32049                                | 31152                                | 31026                                |

## Freguesias
- Barreiro de Besteiros e Tourigo
- Campo de Besteiros
- Canas de Santa Maria
- Caparrosa e Silvares
- Castelões
- Dardavaz
- Ferreirós do Dão
- Guardão
- Lajeosa do Dão
- Lobão da Beira
- Molelos
- Mouraz e Vila Nova da Rainha
- Parada de Gonta
- Santiago de Besteiros
- São João do Monte e Mosteirinho
- São Miguel do Outeiro e Sabugosa
- Tonda
- Tondela e Nandufe
- Vilar de Besteiros e Mosteiro de Fráguas

## Sport
La principale squadra di calcio della città è il Club Desportivo de Tondela, attualmente militante in Primeira Liga, la massima serie portoghese.